# Frans van Mieris den ældre
Frans van Mieris den Ældre (født 16. april 1635, død 12. marts 1681) var en hollandsk kunstmaler fra den Den hollandske guldalder. Han malede hovedsageligt genrebilleder og portrætter. Han kom fra en ledende kunstmalerfamilie fra Leiden med hans sønner Jan (1660–1690) og Willem (1662–1747) og hans barnebarn Frans van Mieris den yngre (1689–1763), som også malede genremotiver.
Frans van Mieris er repræsenteret i Danmark ved et maleri på Statens Museum for Kunst, København, ”Drengen skal hente øl” (ca. 1655-7)

## Biografi
Frans var søn af Jan Bastiaans van Mieris, guldsmed og rubin- og diamantskærer fra Leiden. Hans far ønskede at sønnen skulle følge i hans fodspor, men Frans foretrak maleriet og studerede under Jacob Toorenvliets father, Abraham Toorenvliet. I sin fars forretning fik han kendskab til overklassens omgangsformer og tøjstil. Han var specielt fascineret af det skær smykker og farvet glas udstråler, omend han snart begav sig videre fra Toorenvliet til Gerrit Dous og Abraham Lambertsz van den Tempels kunstværksteder i Amsterdam, så forblev han tro over for Leidens Fijnschilders teknik, frem for de udtryksformer som specielt Rembrandt og hans disciple forfulgte i Amsterdam.
Frans van Mieris fødselsdag kendes fra kunsthistoriker Houbraken (1660-1719), men det er tvivlsomt om han fik noteret den korrekte fødselsdag. Et af Van Mieris bedst kendte malerier, en gruppe af herre og damer ved et muslingemåltid – nu på Hermitagen i Skt. Petersborg, er dateret 1650. Maleriet er berømmet såvel for dets komposition som for dets tekniske fuldendthed, men Van Mieris skulle efter Houbrakens optegnelser kun have været femten år gammel på daværende tidspunkt. Et andet maleri, ”Læge tager dames puls,” er dateret til 1656 hvor Van Meris skulle være 21, ifølge kunsthistoriker Gustav Waagen et bemærkelsesværdigt motiv for en så ung. I 1657 blev van Mieris gift i Leiden, hvilket er den første samtidige optegnelse af hans eksistens. Af hans mange malerier er mindst 29 dateret – det sidste, en allegori over synderne ved druk, hasard og rygning, er dateret til 1680. Van Mieris havde mange fremtrædende kunder. Han modtog værdifulde kommisioner fra den tysk-romerske kejser Leopold, storhertug af Toscana Cosimo og den lærde Franciscus Sylvius. Hans værksted var stort og gav stort udbytte, uden at det medførte han blev lemfældig. Hvis der er forskel på malerens tidlige og senere værker, er den snarere at de tidligere var klarere, mens de senere ofte var mørkere og viste en større detaljerigdom i skyggerne. Trods sine betydelige indtægter var van Mieris konstant i gæld, og kunne ofte ikke overholde aftalerne om færdiggørelse og levering af malerier. Ifølge Houbraken var han en almindelig drukkenbolt. Efter sin død arvede hans søn Willem hans værksted og kunder, og senere blev det ført videre af Willems søn Frans van Mieris den yngre. Men hverken Willem eller Frans dy. havde samme talent som Frans den ældre.
Frans van Mieris ligger begravet i Pieterskerk i Leiden. Adriaen van der Werff blev hans vigtigste efterfølger.

### Familie
Frans van Mieris blev i 1657 gift med Cunera van der Cock. De fik fem børn. De to sønner, Jan og Williem van Mieris, såvel som hans barnebarn Frans den Yngre var ligeledes betydningsfulde malere.
- Jan van Mieris (17. marts 1660 – 17. marts 1690) oplært af Gerhard de Lairesse, malede mest portrætter i stor skala. Han besøgte Tyskland, og rejste dernæst til Florence og videre til Rom hvor han døde af sygdom.
- Willem van Mieris (1662 – 27. Januar 1747) malede som sin far små hverdagsbilleder.
- Frans van Mieris (24. december 1689 – 22. oktober 1763), yngste søn af William Mieris, malede genre- og portrætbilleder, meget lig dem hans far og bedstefar havde malet.

## Maleriet
Frans van Mieris valgte aldrig lærreder større end 30x38cm, og når hans navn forbindes med større malerier kan de med sikkerhed tilskrives hans søn Willem eller en imitator. Frans van Mieris malede aldrig figurer i naturlig størrelse. Små minutiøse motiver er karakteristiske for hans malerier, der også kendetegnes ved skinnende metalliske overflader.
Han havde størst held til at skildre de velhavende klasser, men nogle gange illustrerede han også mere beskedne hjemmelige omgivelser, såvel som allegorier. Han malede ofte satinnederdele, et motiv maleren Gerhard Terborch havde gjort populært, og kvaliteten og ægtheden af hans gengivelser af de stærkt farvede stoffer var ofte på højde med Terborch. Men han manglede noget af Terborchs og Gabriël Metsus sans for harmoni og deres bløde strøg og farve.

## Tyveri
I begyndelsen af juni 2007 blev et Van Mieris selvportræt (dateret til 1657-9) stjålet fra Art Gallery of New South Wales fra Sydney, Australien. Maleriet måler 20cm x 16cm og var doneret til galleriet af James Fairfax

## Galleri
- Dame foran spejl, Alte Pinakothek , München.
- Bordelscene, Mauritshuis, Haag.
- Dame ved cembalo, Staatliches Museum Schwerin, Schwerin, Tyskland.
- Portræt af en ung dame, Museo Thyssen-Bornemisza, Madrid

## References
1. ↑  Navnet er anført på engelsk og stammer fra Wikidata hvor navnet endnu ikke findes på dansk.
2. ↑  Frans van Mieris den Ældre på Statens Museum for Kunst (Webside ikke længere tilgængelig)
3. 1 2  Frans van Mieris biography i De groote schouburgh der Nederlantsche konstschilders en schilderessen (1718) af Arnold Houbraken, fra Digitale Bibliotheek voor de Nederlandse Letteren (nederlandsk/hollandsk)
4. ↑  Allegori over livets korthed – Rijksmuseum, Amsterdam (Webside ikke længere tilgængelig)
5. ↑  "Art Crime Alert: Masterwork Stolen in Australia" Arkiveret 11. januar 2012 hos  Wayback Machine, 30. Juli, 2007, U.S. Federal Bureau of Investigation. (engelsk)
6. ↑  Dutch masterpiece snatched from NSW gallery Arkiveret 18. juli 2007 hos  Wayback Machine; 'Expert' snatched masterpiece from NSW gallery Arkiveret 25. juli 2008 hos  Wayback Machine ABC News Online (engelsk)